# Gerjen
Gerjen is een plaats (község) en gemeente in het Hongaarse comitaat Tolna. Gerjen telt 1353 inwoners (2001).